# Clitocybe subspadicea
Clitocybe subspadicea är en svampart som först beskrevs av Jakob Emanuel Lange, och fick sitt nu gällande namn av Bon & Chevassut 1973. Clitocybe subspadicea ingår i släktet Clitocybe och familjen Tricholomataceae.  Artens status i Sverige är: Ej påträffad. Inga underarter finns listade i Catalogue of Life.